# Таис
Таи́с, устар. Таи́да, Фаида, Таиса (греч. Θαΐς, лат. Thaïs) — древнегреческая гетера IV века до н. э., пользовавшаяся благосклонностью царя Александра Македонского. По легенде, с её подачи в 330 году до н. э. после пира македонцами был сожжен царский дворец в захваченном Персеполе.
Впоследствии любовница или жена эллинистического египетского царя Птолемея I Сотера, которому родила троих детей.

## История
Античные авторы пишут, что Таис происходила из Аттики (по всей видимости, из Афин). Предположительно, она сопровождала Александра на протяжении всей его кампании в Малой Азии. Афиней пишет, Александр «держал при себе Таиду, афинскую гетеру», но версия о том, что Таис была «женщиной» Александра, приведена Афинеем до упоминания им историка Клитарха, то есть не взята им у данного источника, а, видимо, является самостоятельным выводом.
На основании речи Таис об отмщении персам за сожжение Афин исследователи высказывают предположение, что она была полноправной гражданкой Афин и, быть может, добровольно избрала свою профессию.

### Поджог дворца
Впервые Таис привлекла внимание историков, когда в мае 330 года до н. э. Александр на пиру, устроенном после четырёхмесячного постоя в городе, сжёг дворец в Персеполе — главную резиденцию побежденной династии Ахеменидов. Об этом событии первым из известных нам авторов написал Клитарх, цитируемый Афинеем одной фразой. Три подробных рассказа оставили Диодор Сицилийский, Плутарх и Квинт Курций Руф, причём их версии различаются. Окружением Александра пожар был воспринят как знак окончания «похода отомщения» и финал слишком расслабленного постоя среди персидской роскоши.
Клитарх, живший, видимо, в Александрии, написал труд «Об Александре», дошедший до нас в обрывках. Это достаточно ранний источник, даже существует предположение, что Клитарх участвовал в походе Александра Македонского, по крайней мере, он, видимо, жил во времена Птолемея I. Его рассказ дошёл в одной строчке в пересказе Афинея:

А великий Александр разве не держал при себе Таиду, афинскую гетеру? Клитарх говорит, что это из-за неё был сожжён царский дворец в Персеполе.
— («Пир мудрецов». XIII, 576 D)
Наиболее известен рассказ Плутарха, по мнению которого Таис побудила Александра сжечь дворец как месть за сожжение Ксерксом Афин летом 480 года до н. э. Плутарх и Курций Руф утверждают, что Таис и Александр сожгли дворец, «будучи во хмелю». Однако согласно версии Арриана («Анабасис». III,18,11-12), в которой Таис вообще не упоминается, Александр с самого начала намеревался сжечь дворец в знак завершения своей кампании, и чтобы отомстить за разгром Афин. У Страбона («География», XV, 3,6) в рассказе о пожаре Таис тоже не упоминается.
Уильям Тарн в источниковедческом анализе указывает, что все три основных рассказчика указывают совершенно разные детали.
|                 | Диодор | Плутарх | Курций Руф | Арриан | Страбон |
| --------------- | --- | --- | --- | --- | --- |
| Александр       | - | - | пьянствует регулярно и постоянно окружает себя блудницами | - | - |
| Таис            | - | пьяна | пьяна | - | - |
| другие пирующие | пьяны | - | пьяны | - | - |
| речь            | говорит Таис | говорит Таис | говорит Таис | - | - |
| мотивация       | «Фаида (…) сказала, что из всех дел, совершённых Александром в Азии, самым прекрасным будет сожжение царского дворца, (…) и женские руки заставят в один миг исчезнуть знаменитое сооружение персов»; «кто-то закричал, что он поведёт всех, и стал распоряжаться, чтобы зажгли факелы и шли отомстить за беззакония, совершённые в эллинских святынях» | «Фаида сказала, что в этот день, глумясь над надменными чертогами персидских царей, она чувствует себя вознаграждённой за все лишения, испытанные ею в скитаниях по Азии. Но ещё приятнее было бы для неё теперь же с весёлой гурьбой пирующих пойти и собственной рукой на глазах у царя поджечь дворец Ксеркса, предавшего Афины губительному огню. Пусть говорят люди, что женщины, сопровождавшие Александра, сумели отомстить персам за Грецию лучше, чем знаменитые предводители войска и флота». | «Таис, будучи во хмелю, внушает ему, что он вызовет глубокую благодарность у всех греков, если велит поджечь дворец персидских царей: этого, мол, ожидают все, чьи города разрушили варвары»; «царь проявил тут больше алчности, чем сдержанности: „Почему бы нам в самом деле не отомстить за Грецию и не запалить город?“» | «Дворец персидских царей сжёг, хотя Парменион и советовал ему сохранить его (…) Александр ответил, что он желает наказать персов за то, что, вторгшись в Элладу, они разрушили Афины и сожгли храмы; за всякое зло, причинённое эллинам, они и несут теперь ответ». | «Александр предал огню царский дворец в Персеполисе в отмщение за греков, святилища и города которых персы разрушили огнём и мечом». |
| прочие пирующие | поддерживают слова Таис, воодушевляет царя | побуждают царя упорными настояниями | присоединяются к словам Таис, будучи пьяными | - | - |
| обстоятельства  | поджигатели устраивают победное шествие в честь Диониса | «… сюда же с великой радостью сбежались, неся в руках факелы, и другие македоняне, узнавшие о происшедшем. Они надеялись, что, раз Александр хочет поджечь и уничтожить царский дворец, значит, он помышляет о возвращении на родину и не намеревается жить среди варваров». | «Когда это увидели в лагере, расположенном недалеко от города, воины, думая, что загорелось случайно, побежали, чтобы оказать помощь. Но подойдя к порогу дворца, видят, что сам царь всё ещё поддаёт огня. Вылив воду, которую принесли с собой, они и сами стали бросать в огонь горючий материал».                        | - | - |
| мораль          | «Самое удивительное, что за кощунство, совершённое Ксерксом, царём персидским, на афинском акрополе, отплатила той же монетой много лет спустя женщина, согражданка тех, кто был обижен ещё в детстве». | - | - | «По-моему, однако, Александр действовал безрассудно, и не было здесь никакого наказания древним персам». | - |
| финал истории   | - | «Так рассказывают об этом некоторые, другие же утверждают, будто поджог дворца был здраво обдуман заранее. Но все сходятся в одном: Александр вскоре одумался и приказал потушить огонь». | - | - | - |

Л. П. Маринович, оценивая с источниковедческой точки зрения историю Курция Руфа, указывает, что римский историк для отрицательной характеристики Александра «черпал материал у враждебных Александру авторов, которые в угоду своим взглядам не всегда придерживались истины. Как пример легенд, сложившихся вокруг имени Александра, можно привести красочный рассказ о том, как македонский царь, подстрекаемый на пиру „пьяной распутницей“ Таис, поджёг персепольский дворец. Считают, что эта, наиболее неблагоприятная для Александра версия восходит к Клитарху, тогда как Арриан совсем иначе рассказывает о поджоге дворца, а Плутарх, сообщая, в общем, ту же историю, что и Курций, ссылается, однако, на мнение „других“, которые утверждают, „будто поджог дворца был здраво обдуман заранее“». С. И. Соболевский и М. Е. Грабарь-Пассек пишут, что Курций Руф вообще писал с большим количеством ошибок (не отличал Тигра от Евфрата, Чёрного моря от Каспийского и проч.), а про Персеполь он написал, что город был сожжён дотла, так что от него и следа не осталось — однако это противоречит сообщениям других историков о функционировании города в дальнейший период. Они называют эпизод с участием Таис «анекдотическим рассказом» и считают, что этот «анекдот» Курций Руф тоже взял у Клитарха, на которого вообще много опирался.
Тарн считает, что в истории с речью Таис «нет ни слова правды», он называет поджог дворца обдуманным действием Александра, политическим манифестом, обращённым к Азии. «Александр обычно трапезничал со своими командирами, однако предположить, что он обедал с их любовницами, будет глупостью. У нас есть описания его обедов, основанные на нормальных источниках, на них никогда не упоминается присутствие женщин. Что касается толпы флейтисток и тому подобного, то это обычай греков — слушать флейтисток после ужина. Но не македонский. Македонцы его не практиковали. Уже не говоря о том факте, что такая практика полностью не соответствует характеру Александра», пишет Тарн, подчеркивая, что обвинения Александра в пьянстве тоже были полностью пропагандистскими.
Пьер Бриан также рассматривает этот акт как продуманный, полагая при этом, что он был направлен только против враждебных Александру персов. Археолог Мортимер Уилер в своей книге «Пламя над Персеполем», наоборот, принимает версию, что пожар вдохновил именно внезапный поступок Таис. Фриц Шахермайер пишет: «современные археологи обнаружили следы этого пожара. Вся дворцовая утварь была, однако, заранее убрана, и можно подозревать, что поджог был предварительно запланирован и лишь облечен в форму импровизированного буйства». И. С. Свенцицкая согласна с Шахермайером, также она добавляет, что выступление Таис могло быть запланировано заранее, чтобы спровоцировать Александра. Плутарх пишет, что речь Таис была чересчур возвышенной для неё, то есть намекает, что эти слова ей надиктовал кто-то другой. «Едва ли на подобное действие её натолкнул сам Александр: он всегда предпочитал действовать прямо. Более вероятно, что слова Таис были инспирированы Птолемеем и македонянами, выступавшими за уничтожение Персеполя. Версия о сожжении дворца как заранее запланированном акте возмездия восходит к Птолемею, который в конце жизни написал воспоминания о походе». При этом в Персеполе Птолемей (хотя он и знал Александра с детства) ещё не принадлежал к ближайшему окружению царя — он вошёл в него только к концу 330 года. А. С. Шофман пишет, что в истории о поджоге обнаруживается ряд противоречий, и жестокость Александра к городу необъяснима (тем более, что персы до Македонии и не дошли). Он цитирует Клоше, который говорит о том, что раскопки в Иране частично опровергли изложение Диодора: замысел поджога возник не во время оргии, а в результате зрелого размышления. «Поджог дворца был не столько поступком личной мести Александра, сколько символическим актом», считает он, тоже не веря в важную роль Таис в этом событии.

### Отношения с Птолемеем
Позднее Таис выступает как сожительница или жена царя Птолемея I Сотера. Неизвестно, были ли у Таис вообще сексуальные отношения с Александром, возможно, она всегда была спутницей Птолемея. Плутарх, описывая поджог Персеполя, сразу называет её «подругой будущего царя Птолемея». Тарн тоже считает, что она была любовницей Птолемея в момент пожара: многие из командиров Александра, пишет историк, тогда везли с собой наложниц, хотя до нас дошло имя лишь ещё одной из них — Антигоны, любовницы Филоты.
От Птолемея у неё были сыновья Леонтиск и Лаг (которых некоторые историки считали одним человеком), а также дочь Эйрена, жена Эвноста, правителя кипрского города Солы (подконтрольного Птолемею). Эти сведения сообщает только один Афиней, который пишет:

Эта самая Таида после смерти Александра вышла замуж за Птолемея, первого царя Египта, и родила ему сыновей Леонтиска и Лага и дочь Ирину, которую выдали за Эвноста, царя Сол на Кипре.Оригинальный текст (др.-греч.)Αὕτη δὲ ἡ Θαὶς [καὶ] μετὰ τὸν  ̓Αλεξάνδρου θάνατον καὶ Πτολεμαίῳ ἐγαμήθη τῷ πρώτῳ βασιλεύσαντι Αἰγύπτου καὶ ἐγέννησεν αὐτῷ τέκνον Λεοντίσκον καὶ Λάγον, θυγατέρα δὲ Εἰρήνην, ἣν ἔγημεν Εὔνοστος ὁ Σόλων τῶν ἐν Κύπρῳ βασιλεύς.

Предполагается, на основе датированной надписи с именем (о победе Лага в гонке на колесницах в Ликее на аркадском празднике в 308/307 гг. до н. э.), что оба мальчика родились в последние годы жизни Александра Македонского. При этом Лагом звали отца Птолемея (поэтому династия называется Лагиды), и дать такое имя сыну от гетеры было для него очень почетным. Возможно, это был первый сын Птолемея, поэтому он по обычаю дал ему имя деда. Имя дочери переводится как «мир», и исследователи сомневаются, что так могли назвать ребёнка при жизни Александра, возможно, она родилась после 323 г. до н. э., и назвали её в честь какого-либо мирного договора Птолемея.
Вывод о том, что они состояли в браке, видимо, сделан самим Афинеем, поскольку он не дает ссылок ни на какого другого автора. В «Пире мудрецов», где описывается много различных гетер, дается другая дополнительная информация о Таис либо её тезках (см. ниже).
Вопрос, состояли ли Птолемей и Таис в законном браке — не решен, но вероятность этого, по мнению современных историков, крайне мала. Известно, что три достоверные жены Птолемея были аристократками (персиянка Артакама, македонянки Эвридика и Береника, причем с одной из них он разводился официально), и в линии престолонаследия и династических браках участвовали дети только от них. Судьба сыновей Таис мутна. Эйрену выдали замуж за мелкого правителя, что, по мнению некоторых исследователей, подтверждает её незаконнорождённость.
Сведений о позднем периоде жизни и смерти Таис не сохранилось.

## В культуре

### Античность: имя для гетеры
В античности Таис вошла в число гетер, знаменитых в истории и литературе. В произведениях античных авторов сохранились остроты, приписываемые ей либо её тезкам (или вымышленным персонажам).
- Таис — героиня комедии «Таис» Менандра (который был современником Птолемея I и отклонил его предложение переехать в Египет). Пьеса до настоящего времени не сохранилась, у Плутарха цитируется реплика из её пролога:

Красотку помоги, богиня, мне воспеть,

Чтоб в ней смешались дерзость с обаянием,

Чтоб оскорбляла часто воздыхателей

И, не любя, искусно притворялась бы.
Любопытно, что у Марциала в числе эпиграмм, посвященных знаменитым писателям, есть о Менандре: № 187. «Таида Менандра». «В юности эта была его первой игривою страстью, / И не Гликеру тогда, нет, он Таиду любил». Однако неизвестно, идет ли тут речь о реальном романе между комедиографом и его современницей.
- Также Афиней упоминает другую комедию «Таис», написанную Гиппархом (в сохранившихся репликах обыгрываются названия и стоимость дорогих сосудов)[7].

Пьесы, перечисленные выше, не сохранились, поэтому неизвестно, фигурирует в них реальная Таис или её тезки — комические персонажи-гетеры, поскольку примерно с той же поры Таис (Таида) становится обычным именем гетеры в эллинистической комедии, а также в поэзии, включая римскую. Употребление этого имени в античной литературе для персонажей-гетер является предметом отдельного изучения.
- Гетера по имени Таис — персонаж комедии «Евнух» Теренция (II век до н. э.). Это произведение уцелело, оно представляет собой комедию интриги и узнавания. Солдат Трасон дарит гетере Таиде рабыню. Федрия, второй любовник Таиды, передает ей свой подарок — евнуха, под личиной которого скрывается его брат, влюбленный в её сестру. Псевдо-евнух овладевает девушкой, но та оказывается сестрой Таиды и аттической гражданкой и становится его женой[29].
- В поэме «Лекарство от любви» Овидия Таис противопоставляется Андромахе, олицетворяющей супружество:

Мерой стихов Каллимаха нельзя славословить Ахилла,

Но и Кидиппу нельзя слогом Гомеровых уст.

Как нестерпима Таида, ведущая роль Андромахи,

Так Андромаха дурна, взявши Таидину роль.

Я о Таиде пишу, и к лицу мне вольная резвость:

Нет здесь чинных матрон, я о Таиде пишу.

В этом же смысле имя «Таида» часто используется для гетер в эпиграммах Марциала:
Всем ты, Таида, даёшь, но, коль этого ты не стыдишься,

Право, Таида, стыдись всё что угодно, давать.
Имя «Таис» даже стало синонимом профессии и употреблялось относительно мужчин: так, Аппиан Александрийский пишет о тарентском демагоге Филохариде, что тот позорно прожил жизнь и был за это прозываем «Таидой». Дионисий Галикарнасский в «Римских древностях» пишет о том же человеке (но называя его Энесий): «Некий тарентинец, человек бесстыдный и невоздержанный в отношении всех удовольствий, назывался Таидой за свою красоту, распутную и в дурном смысле общедоступную среди мальчиков».
Эта традиция соблюдалась долго: например, в II в. н. э. Лукиан начал свое произведение «Диалоги гетер» разговором между Таис и Гликерой. Исследователи отмечают, что, возможно, эта литературная традиция продолжается и в христианскую эпоху: как известно, среди ранних святых было некоторое количество вымышленных персонажей, и в эту парадигму с именем — маркировкой профессии хорошо ложится египетская куртизанка IV века н. э. Таисия, второстепенный персонаж жития св. Пафнутия Великого, обращенная им в христианство и в итоге ставшая святой. Этот персонаж фигурирует в ранней житийной литературе (вместо Пафнутия могут выступать другие мудрые старцы). Затем в X веке Росвита Гандерсгеймская написала пьесу «Обращение распутницы Таисии»; позже этот персонаж появится в романе Анатоля Франса «Таис» и опере Массне «Таис».

### Новое время: спутница Александра
- Отсылкой к персонажу по имени «Таис» из пьесы Теренция «Евнух» (см. выше) служит упоминание Таис в «Божественной комедии» Данте (Песнь 18, 126—135), где персонаж, охарактеризованный в оригинале как la puttana, с этим именем в 8-м кругу ада, 2-й ров, говорит цитатой из античного труда (в нём Трасон, подарив ей рабыню, спрашивает посланника: «Фаида очень благодарна мне?» Тот отвечает: «Чудовищно!» («Евнух», III, 1). Однако невозможно установить, подразумевал ли Данте историческую Таис или тоже просто использовал это имя вслед за Теренцием[28]. Таис выведена рядом с возлюбленным — речь должна идти о Трасоне из пьесы, однако Данте мог подразумевать и Александра[28].

…Промолвил мне, — и наклонись вперед,

И ты увидишь: тут вот, недалече

Себя ногтями грязными скребёт

Косматая и гнусная паскуда

И то присядет, то опять вскокнёт.

Фаида эта, жившая средь блуда,

Сказала как-то на вопрос дружка:

«Ты мной довольна?» — «Нет, ты просто чудо!»
- Таис и Александр вызваны Фаустом в пьесе Кристофера Марло «Доктор Фаустус» для развлечения императора Карла V.
- История с сожжением Персеполя описана Джоном Драйденом в поэме «Пир Александра[англ.]» (1697), по её мотивам Гендель написал ораторию «Alexander’s Feast». Драйден основывался на версии Диодора[6].
- Таис — традиционный персонаж опер об Александре Македонском. В 1775 году Джордж Александр Стивенс опубликовал оперу «The Court of Alexander», где она также является одним из персонажей. 1782 годом датирована опера «Alessandro et Timoteo. Alexander and Timotheus: or, Alexander’s Feast» Джузеппе Сарти. 1819 год — опера «Alexander in Persien: große Oper in drey Aufzügen» Иоганна Геца.
- «Таис Афинская» — роман Ивана Ефремова (1972 год).
- Главная героиня двух романов Ольги Эрлер. Роман «Александр Македонский и Таис. Верность прекрасной гетеры» (2009) был переиздан как первая книга дилогии под новым названием «Александр и Таис. История одной любви» (2019). Вторая книга дилогии называется «Птолемей и Таис. История другой любви» (2019).
- Второстепенный персонаж в двух романах Мэри Рено об Александре Великом: «Огонь с небес» (1970) и «Персидский мальчик» (1972), а также в её же  биографии Александра «Природа Александра».
- Второстепенный персонаж в романе Джо Грэхем «Кража огня» о последствиях смерти Александра.

#### В живописи
Изображение поджога Персеполя возникает в живописи в конце XVI века. Лодовико Каррачи создал рисунок на эту тему в 1592 году (Национальная галерея, Вашингтон), и в нём есть элементы, которые станут типичными для этой иконографии — факел, босоногая гетера, ведущая за собой царя. Развитием этого эскиза стала картина в Палаццо Франча, Болонья. Двадцать лет спустя Каррачи напишет картину на ту же сюжет, и там появляется чаша с вином (1611, Палаццо Танари, Болонья). Найденная в первой версии иконографическая схема будет применена художником в картинах на другие «исторические» сюжеты.
Впрочем, в последующие века этот сюжет можно увидеть в живописи очень редко, пока в 1781 году Джошуа Рейнольдс не напишет c английской куртизанки Эмили Уоррен картину «Таис» на сюжет, ставший популярный в Англии после поэмы Драйдена и оратории Генделя. Несколько изображений появятся в XIX веке в связи с интересом историзма к античным сюжетам.
Другая иконография Таис опирается на Данте и изображает её обнажённую фигуру (душу) в Аду (либо её тезку, см. выше).

## Прочее
В честь Таис был назван астероид (1236) Таис, открытый астрономом Григорием Неуйминым в Симеизской обсерватории 6 ноября 1931 года.